# قبر غول بابا
قبر غول بابا'(تورب) في بودابست، المجر، هو موقع الحج الإسلامي في أقصى شمال العالم. يقع الضريح في منطقة روزسادومب في شارع ميكسوت (مسجد)، على مسافة قصيرة ولكن شديدة الانحدار من جسر مارجريت.

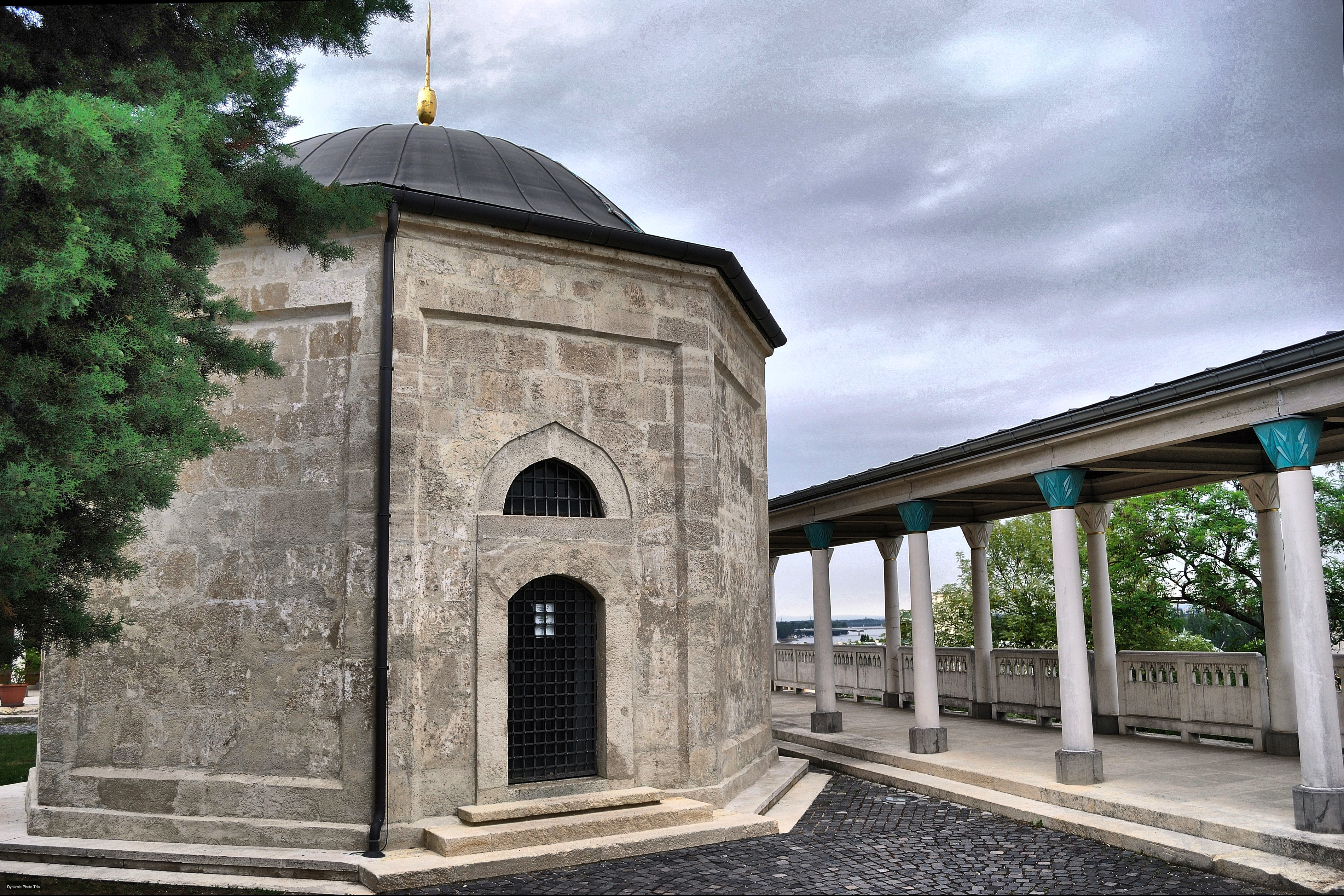
قبر غول بابا

كان غول بابا عضوًا في رهبنة بكتاس الدراويش، وتوفي في بودا العثمانية عام 1541.

## حول

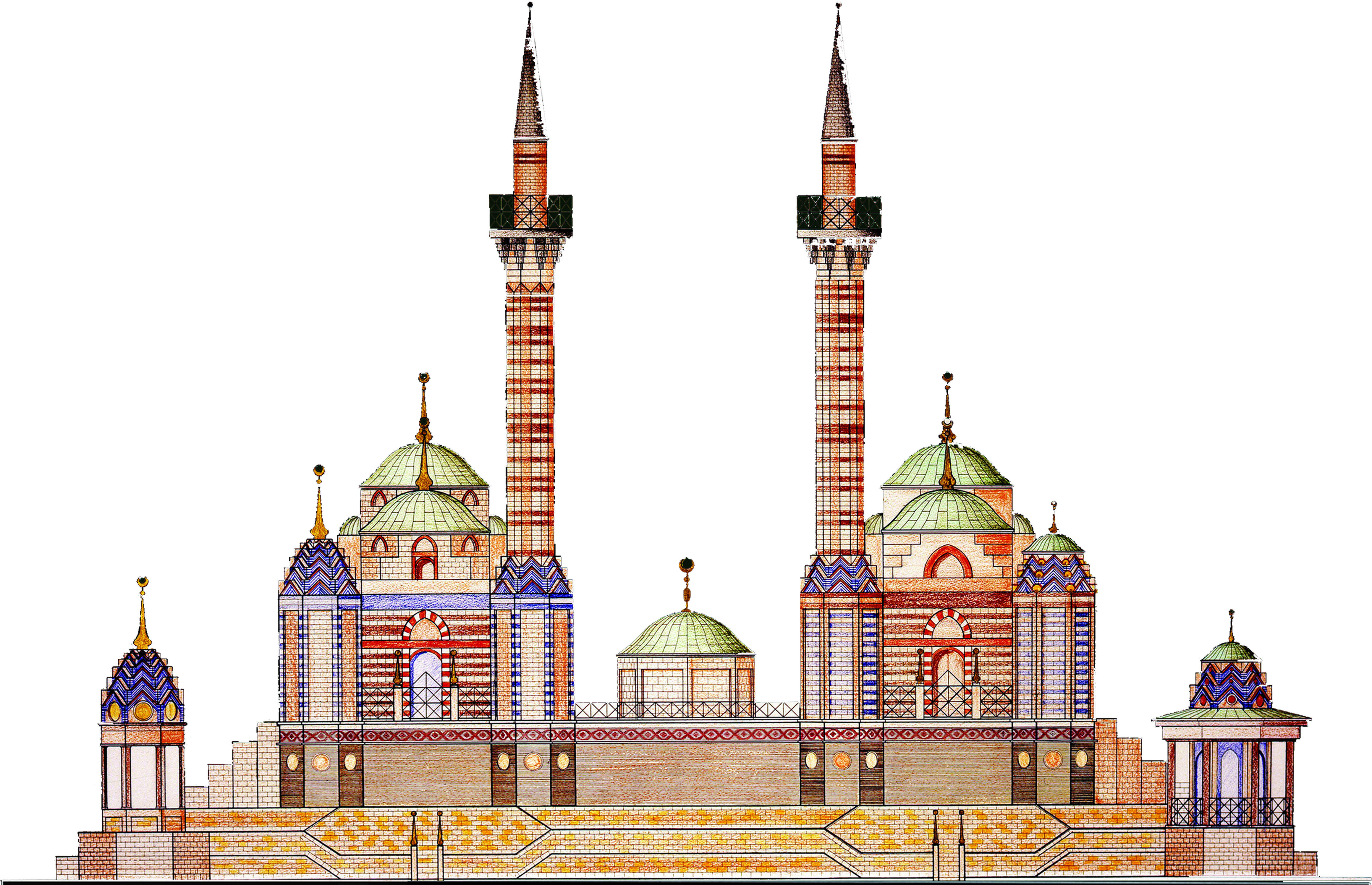
مخطط لمقبرة منطقة جول بابا للدكتور باسل البياتي

كان غول بابا، مؤلف «مفتاح الغيب»، حرفي أوستاد من التفسير الباطني للقرآن. توفي أثناء غزو السلطان العثماني سليمان القانوني لبودا، المجر. تم إعلان غول بابا ليكون والي (شفيع) المدينة. تم بناء تربته من قبل محمد باشا، بيلربي من بودا،  بين 1543 و 1548 في شكل مثمن ولها قبة ضحلة مغطاة بألواح الرصاص والبلاط الخشبي. أصبح القبر مكان زيارات / حج مهمًا. أفاد أوليا جلبي، مؤلف كتاب «صلاة النعم»، أن صلاة الجنازة حضرها أكثر من 200000 مسلم. تم نسج «آيات المقاطعات» المختلفة من القرآن على لوحة نعشه. تمثل المقبرة، في عام 1916 ، أقصى تأثير للبكتاش في الإمبراطورية النمساوية المجرية. بينما يدعي أحد المصادر أن التوربين الآخر الوحيد الذي بقي في الأراضي العثمانية السابقة شمال نهر سافا هو تورب مصطفى غايبي في سلافونيا، الذي تم نقله في عام 1954 إلى البوسنة،  لا يزال هناك نوعان آخران على الأقل من التوربينات: قبر إدريس بابا في بيكس، جنوب المجر، ودامات علي-باسا تورب في بلغراد، بين التقاء نهر سافا مع نهر الدانوب.
لم تتضرر مقبرة غول بابا عندمااستولت جيوش هابسبورغ على المنطقة خلال معركة بودا الثانية عام 1686 ، ولكن تم تحويلها إلى كنيسة صغيرة كاثوليكية من قبل اليسوعيين، الذين أعادوا تسميتها «كنيسة القديس يوسف».
في عام 1987، قررت الحكومتان الهنغارية والتركية في منطقة مبنى قبر غول بابا، تمويل بناء مركز إسلامي ومسجد، مكتمل بمكتبة ومتحف، ولكن بعد التغييرات السياسية في عام 1989 لم يتم بناء أي شيء. وقد صمم الدكتور باسل البياتي إحدى المخططات واتبعت الأسلوب العثماني التقليدي.
يقدم تصميم الدكتور البياتي مجمعًا كبيرًا يجمع بنجاح بين أنماط العمارة العثمانية (كما كانت تُمارس في أوروبا الشرقية) والعمارة المجرية بأسلوب ليشنر. المنصة التي تم تصور هذا المجمع عليها قائمة بالفعل. المباني الجديدة يحيط التوربة يمينًا ويسارًا. والمبنى على اليسار، أو بشكل أكثر تحديدًا إلى الجنوب من التوربة، مسجد. وهو مغطى بثلاث قباب، ترتكز جميعها على براميل من ارتفاعات مختلفة، والتي تكون في المنتصف أطول. من الجوانب.بسبب المناخ البارد للبلاد، فإن المسجد مغطى بالكامل وهو مستطيل الشكل. نظرًا لأن اللون واضح جدًا في كل من الخارج والداخل للمبنى، فمن المتصور أن يتم طلاء المحراب ببلاط Zsolnay ومُحاط بإطار مستطيل يحتوي على نقش قرآني ".

منظر بانورامي لمنطقة روزسادومب

## الملكية
أصبحت الأرض فيما بعد تحت ملكية يانوس فاغنر، الذي حافظ على الموقع وسمح بالوصول إلى الحجاج المسلمين القادمين من الإمبراطورية العثمانية (انظر الإسلام في المجر). في عام 1885 كلفت الحكومة العثمانية مهندسًا مجريًا بترميم الضريح، وعندما تم الانتهاء من العمل في عام 1914 ، تم إعلانه كنصب تذكاري وطني. تم ترميم الموقع مرة أخرى في الستينيات وفي نهاية المطاف في عام 2018.

## صور

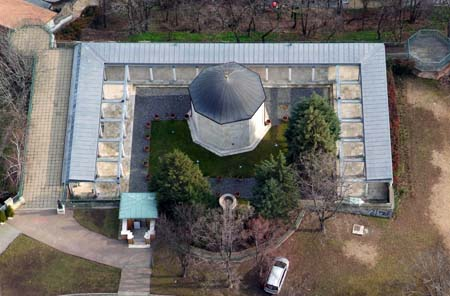
منظر جوي للمبني
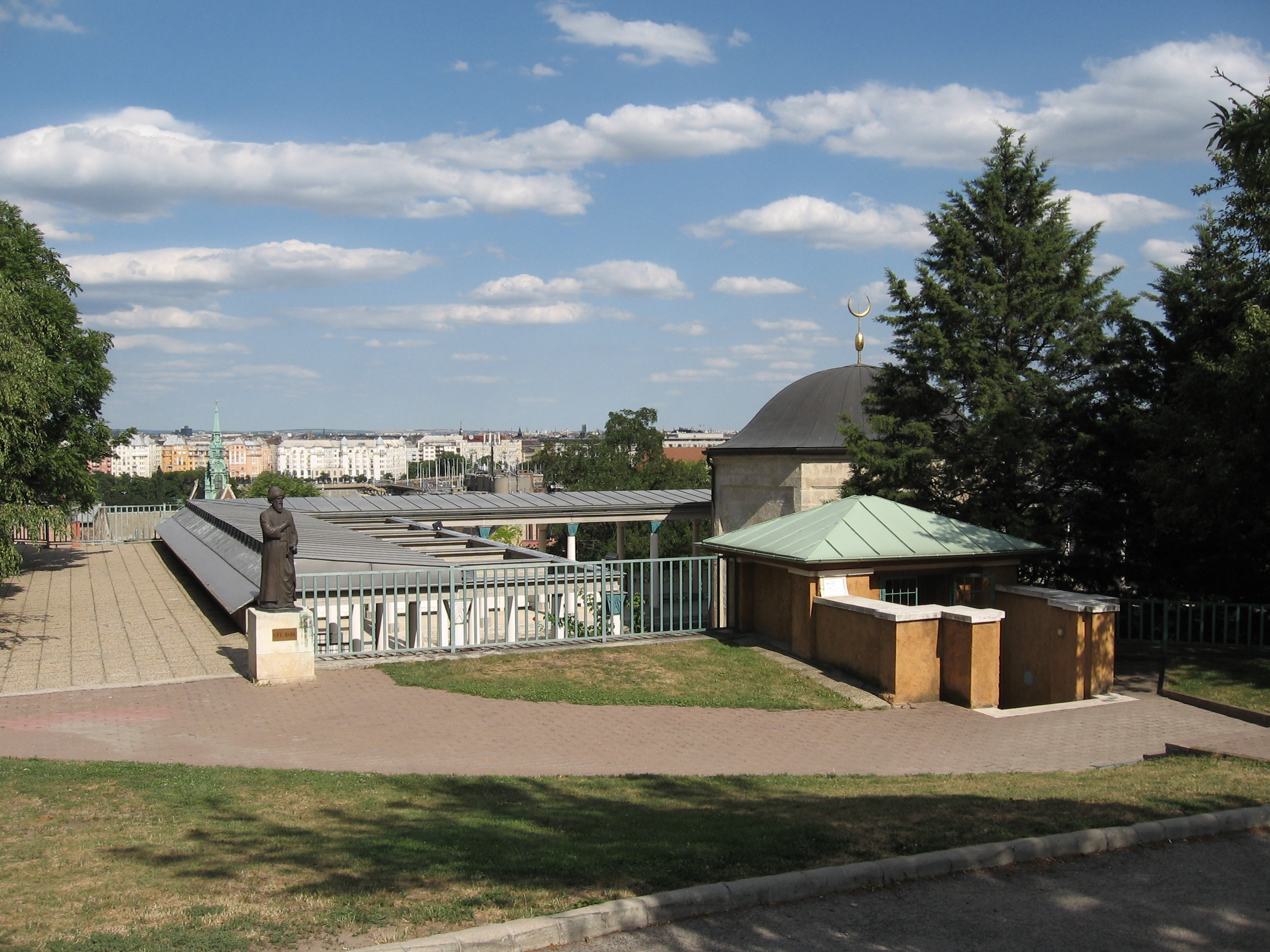
المنظر الخارجي لقرية غول بابا
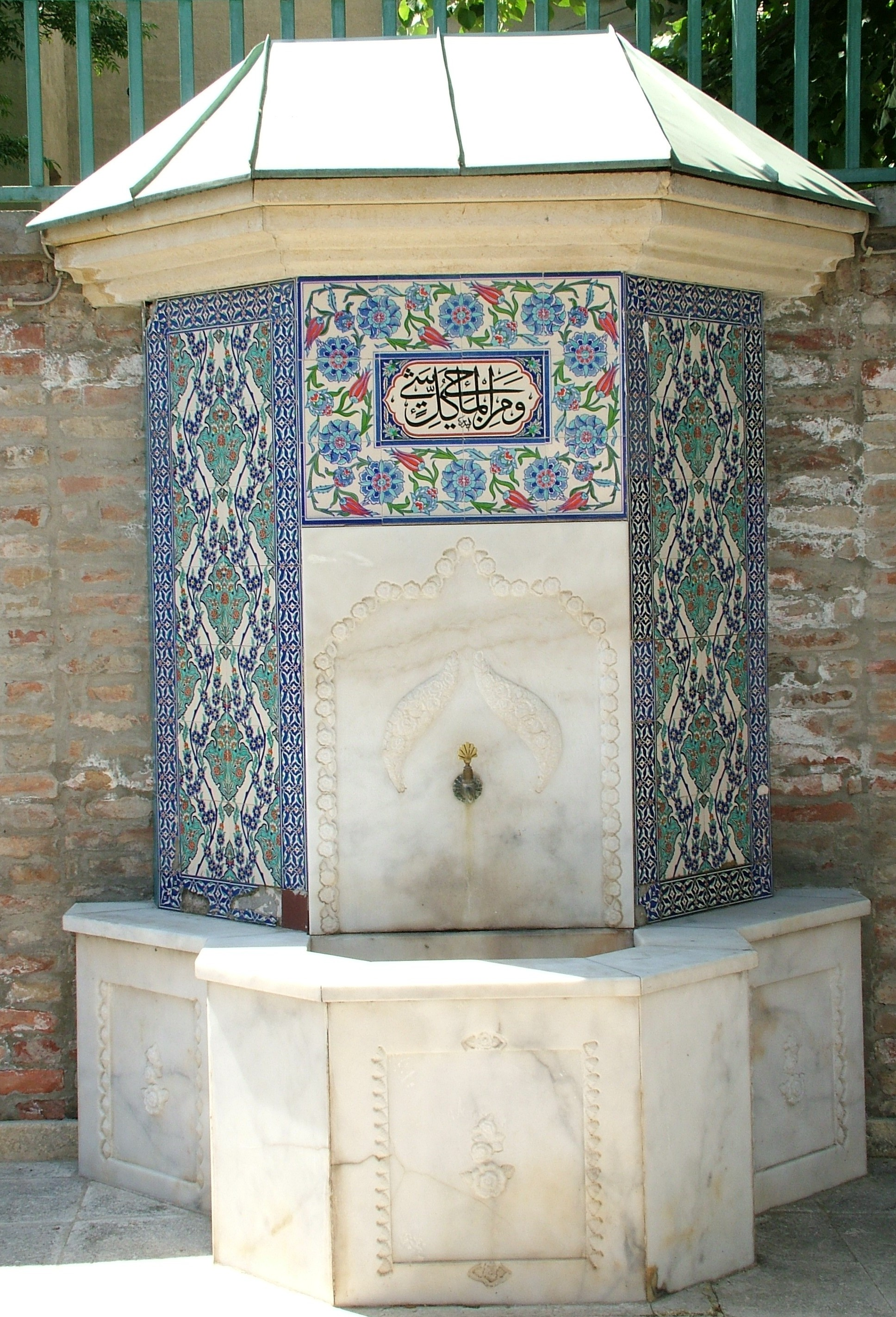
نافورة
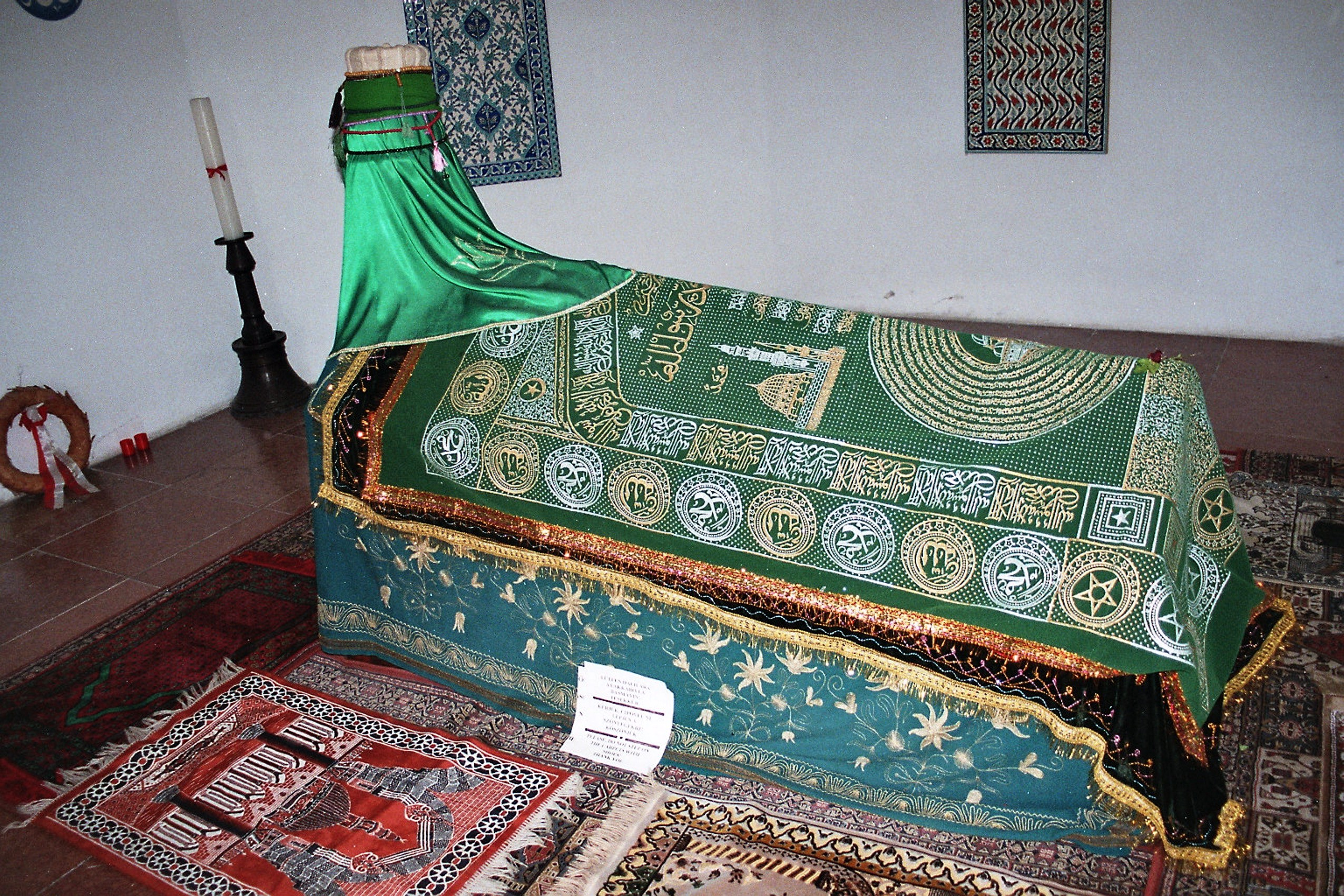
المنظر الداخلي لتربي غول بابا
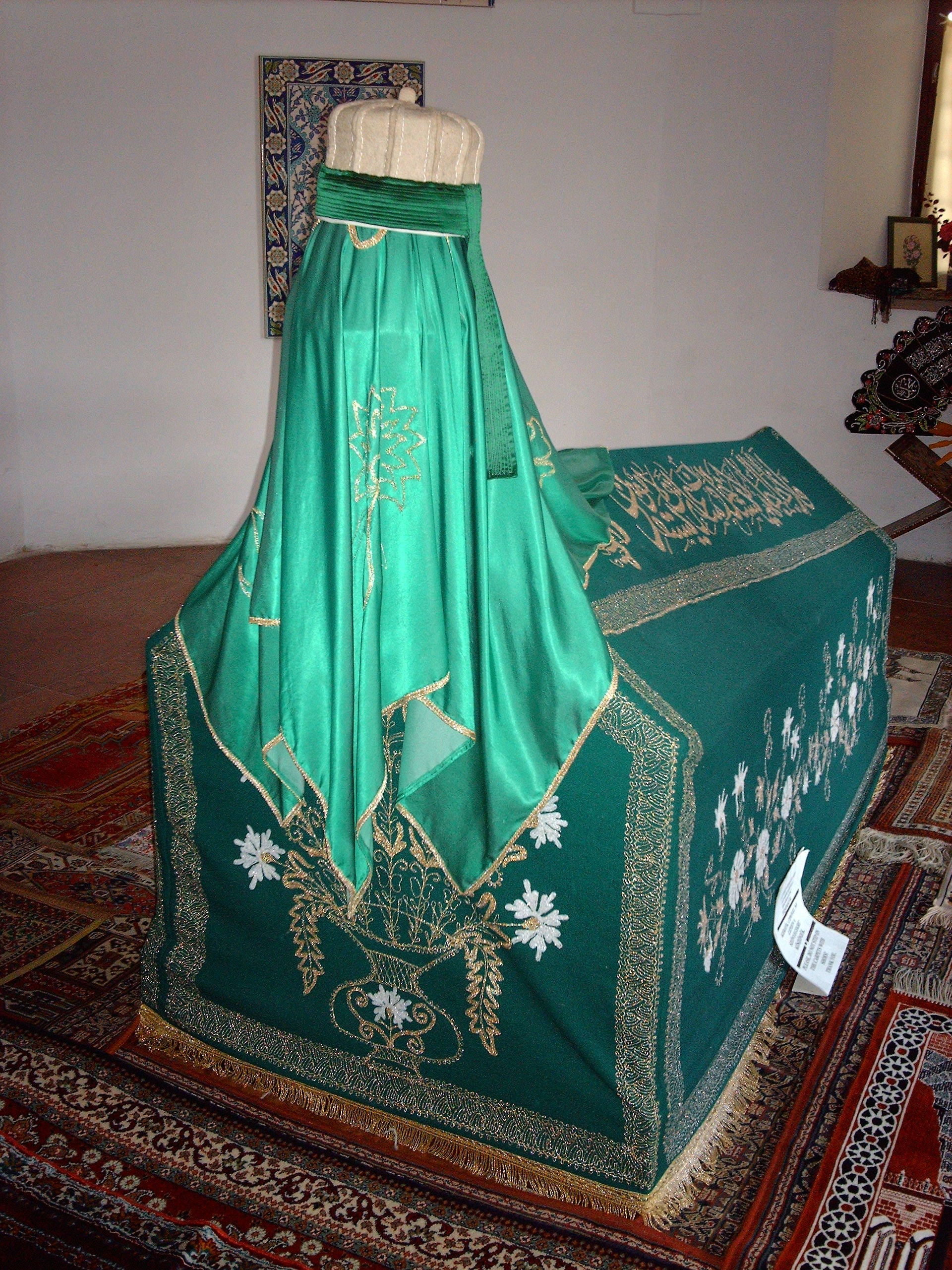
نعش غول بابا

تظهر الكتابات الخزفية المزججة بالخط الإسلامي المتناسق على جدار تربته: «لا إله إلا الله» على اليمين، و «محمد رسول الله» في الصورة.  في الاعلى؛  والله-بسملة-محمد من اليمين إلى اليسار.

## روابط خارجية
- Gül Baba Shrine by the Turkish Ministry of Culture
- Gül Baba Tomb in Budapest نسخة محفوظة 20 يناير 2012 على موقع واي باك مشين.
- Basil Al Bayati Official Website of Architect